# White (Dakota del Sud)
White és una població dels Estats Units a l'estat de Dakota del Sud. Segons el cens del 2000 tenia 530 habitants.

## Demografia
Segons el cens del 2000, White tenia 530 habitants, 198 habitatges, i 136 famílies. La densitat de població era de 288,2 habitants per km².
Dels 198 habitatges en un 35,4% hi vivien nens de menys de 18 anys, en un 56,6% hi vivien parelles casades, en un 8,6% dones solteres, i en un 31,3% no eren unitats familiars. En el 27,3% dels habitatges hi vivien persones soles el 14,6% de les quals corresponia a persones de 65 anys o més que vivien soles. El nombre mitjà de persones vivint en cada habitatge era de 2,54 i el nombre mitjà de persones que vivien en cada família era de 3,02.
Per edats la població es repartia de la següent manera: un 27% tenia menys de 18 anys, un 9,6% entre 18 i 24, un 28,1% entre 25 i 44, un 16% de 45 a 60 i un 19,2% 65 anys o més.
L'edat mediana era de 34 anys. Per cada 100 dones de 18 o més anys hi havia 88,8 homes.
La renda mediana per habitatge era de 31.528 $ i la renda mediana per família de 40.547 $. Els homes tenien una renda mediana de 26.875 $ mentre que les dones 18.750 $. La renda per capita de la població era de 13.027 $. Entorn del 4,3% de les famílies i el 6,3% de la població estaven per davall del llindar de pobresa.

## Poblacions més properes
El següent diagrama mostra les poblacions més properes.